# Andrea Jaeger
Andrea Jaeger, född 4 juni 1965 i Chicago, Illinois, USA är en amerikansk högerhänt tidigare professionell tennisspelare och sedan 2006 anglikansk nunna.
Andrea Jaeger blev professionell spelare på WTA-touren i januari 1980 men upphörde med tävlingsspel redan 1985 på grund av en besvärlig skada i höger axel som krävt ett flertal kirurgiska ingrepp ända in på 1990-talet. Under sin korta proffskarriär vann hon totalt 11 singeltitlar och en Grand Slam-titel i mixed dubbel. Hon spelade totalt in 1,379,066 US dollar i prispengar.

## Tenniskarriären
Jaeger hade stora framgångar som singelspelare. Hon vann sina singeltitlar genom finalsegrar över bland andra spelare som Bettina Bunge, Hana Mandlikova, Tracy Austin, Virginia Wade och Martina Navratilova. Jaeger nådde två gånger singelfinal i GS-turneringar. Den första finalen var i Franska öppna 1982. Hon ställdes där mot världsettan Martina Navrátilová som vann med 7-6, 6-1. Året därpå nådde Jaeger finalen i Wimbledonmästerskapen, en final som hon åter förlorade mot Navratilova (0-6, 3-6). Jaeger nådde också semifinal i Australiska öppna (1982) och US Open två gånger (1980 och 1982). År 1981 nådde hon finalen i den säsongsavslutande Virginia Slims Championships. Även den finalen förlorade hon mot Navratilova (3-6, 6-7). 
Jaeger vann sin enda GS-titel 1981 i Franska öppna tillsammans med Jimmy Arias genom att i mixed dubbelfinalen besegra Betty Stöve/Fred McNair med 7-6, 6-4.
Andrea Jaeger deltog i det amerikanska Fed Cup-laget 1981 och 1983. Hon spelade också i det amerikanska Wightman Cup-laget 1980-81.

## Spelaren och personen
Andrea Jaegers föräldrar kom till USA 1956. Hennes far är en tidigare boxare från Schweiz och hennes mor kommer från Tyskland. Vid sidan av tennisens är Andrea intresserad av zoologi, ett ämne hon studerade på Santa Fe Community College i Gainesville, Florida. 
Jaeger var under sin aktiva tid som tennisspelare 168 cm lång och vägde 60,3 kg. Hon spelade med dubbelfattad backhand. Hon behärskade alla typer av underlag och vann titlar på gräs, hardcourt och grus. Under spel hade hon ett hett temperament och råkade ibland i dispyt med linjedomare och huvuddomare. 
Efter att i förtid tvingats ge upp en lovande tenniskarriär har hon huvudsakligen ägnat sin tid åt välgörenhet (filantropi). Hon grundade The Little Star Foundation i Colorado, en stiftelse som ger ekonomiskt och annat stöd till barn med cancer och andra livshotande sjukdomar. Hon har placerat hela sin intjänade förmögenhet i stiftelsen. År 2006 blev hon anglikansk nunna och fortsätter med stort personligt engagemang att underlätta för cancersjuka barn.

## Grand Slam-resultat

### Singel, finalförluster (2)
| År   | Mästerskap    | Finalmotståndare    | Resultat    |
| 1982 | Franska öppna | Martina Navratilova | 7–6(6), 6–1 |
| 1983 | Wimbledon     | Martina Navratilova | 6–0, 6–3    |

### Grand Slam-titlar
- Franska öppna
  - Mixed dubbel - 1981

## Singeltitlar
- - 1983 - Marco Island
  - 1982 - Detroit, Oakland
  - 1981 - Kansas City, Oakland, Amerikanska grusmästerskapen
  - 1980 - Las Vegas, Beckenham, Tampa
  - 1979 - African Classic.